# Кляйнерт, Рольф
Рольф Кля́йнерт (нем. Rolf Kleinert; 24 ноября 1911, Дрезден — 20 января 1975, Берлин) — немецкий дирижёр, генеральный директор и главный дирижёр симфонического оркестра Берлинского радио, кавалер восточно-германского ордена Заслуг перед Отечеством, лауреат Национальной премии ГДР.